# Le Fils du général 2
Série
Le Fils du général
(1990) Le Fils du général 3
(1992)
Pour plus de détails, voir Fiche technique et Distribution.
Le Fils du général 2 (장군의 아들 2, Janggunui adeul 2) est un film sud-coréen réalisé par Im Kwon-taek, sorti en 1991.

## Synopsis
Kim Du-han abandonne sa vie de chef de gang pour entrer en politique.

## Fiche technique
- Titre : Le Fils du général 2
- Titre original : 장군의 아들 2 (Janggunui adeul 2)
- Réalisation : Im Kwon-taek
- Scénario : Hong Song-yu
- Musique : Shin Pyong-ha
- Photographie : Jeon Il-seong
- Montage : Park Gok-ji, Park Sun-duk, Jeong Doo-hong
- Production : Lee Tae-won
- Société de production : Taehung Pictures
- Pays :  Corée du Sud
- Genre : Action, drame, historique et biopic
- Durée : 103 minutes
- Dates de sortie : 
  -  Corée du Sud : 20 juillet 1991

## Distribution
- Park Sang-min : Kim Du-han
- Lee Il-jae
- Song Chae-hwan
- Shin Hyeon-jun : Hayashi
- Bae Mi-hyang
- Ahn Byeong-kyeong
- Han Eun-jin
- Jeong Doo-hong
- Kim Hae-gon : King Devil

## Box-office
Le film fait partie du top 10 des films ayant le mieux marché à Séoul en 1992.